# Sweet Charity (film)
Pour la comédie musicale, voir Sweet Charity.
Pour plus de détails, voir Fiche technique et Distribution.
Sweet Charity est un film musical américain réalisé par Bob Fosse et sorti en 1969. 
Il est adapté de la comédie musicale homonyme de Cy Coleman, Dorothy Fields et Neil Simon créée à  Broadway en 1966 dans une mise en scène et une chorégraphie de Bob Fosse.

## Synopsis
À New York, la délicieuse et rêveuse Charity Valentine (Shirley MacLaine) travaille comme entraîneuse au dancing Fandango. Malgré ses perpétuelles déceptions sentimentales, elle espère toujours, un prochain jour, « être aimée d'un amour véritable » par celui qui sera l'homme de sa vie. Sa récente mésaventure, qui lui a valu d'être dépouillée de toutes ses économies et poussée par « Charlie, son grand amour » du haut d'un pont dans un bassin de Central Park, ne la décourage pas, elle continue de croire en demain… Après avoir passé, selon elle, une soirée de rêve (qu'elle a terminée enfermée dans une penderie) avec la grande vedette de cinéma Vittorio Vitale (Ricardo Montalbán), une panne d'ascenseur lui fait nouer connaissance avec Oscar Lindquist (John McMartin), un timide agent d'assurances. D'abord sur ses gardes quand celui-ci l'invite pour une promenade, Charity ne tarde pas à tomber follement amoureuse du gentil Oscar…

## Fiche technique
- Titre original : Sweet Charity (titre complet : Sweet Charity: The Adventures of a Girl Who Wanted to Be Loved)
- Titre français :  Sweet Charity
- Réalisation : Bob Fosse
- Scénario : Peter Stone d'après le livret de Neil Simon[1] et le scénario original de Federico Fellini, Tullio Pinelli et Ennio Flaiano (Les Nuits de Cabiria)

- Direction artistique : Bob Fosse
- Décors : Alexander Golitzen, George C. Webb, Jack D. Moore
- Costumes : Edith Head
- Musique : Cy Coleman
  - Musique additionnelle : Johannes Brahms
  - Chansons : paroles de Dorothy Fields et musique de Cy Coleman
  - Orchestration : Ralph Burns
  - Direction d'orchestre : Joseph Gershenson
- Chorégraphie : Bob Fosse
- Photographie : Robert Surtees
- Son : Len Peterson, William Russel, Waldon O. Waldon, James V. Swartz
- Montage : Stuart Gilmore
- Production : Robert Arthur
- Société de production : Universal Pictures
- Société de distribution : Universal Pictures (États-Unis), Paramount Pictures (France)
- Budget : 20 millions $
- Pays d'origine :  États-Unis
- Langue originale : anglais
- Format : couleur (Technicolor) — Panavision
  - Version 35 mm — 2,35:1 — son monophonique (Westrex Recording System)
  - Version 70 mm —  2,20:1 — son 6 pistes stéréo
- Genre : Film musical, comédie dramatique, romance
- Durée : 149 minutes
  - États-Unis : 1er avril 1969,
  - France : 8 mai 1969 (Festival de Cannes,  hors compétition)[2] ; 3 septembre 1969 (sortie nationale)[3]
- Classification CNC : tous publics (visa d'exploitation no 35970 délivré le 8 août 1969)
- Affiche : René Ferracci (France)

## Distribution
- Shirley MacLaine (VF : Sybille Tureau) : Charity Hope Valentine
- John McMartin (VF : Pierre François Pistorio) : Oscar Lindquist
- Chita Rivera (VF : Maïk Darah) : Nickie
- Paula Kelly (VF : Danièle Hazan) : Hélène
- Stubby Kaye (VF : Robert Darmel) : Herman « le führer », directeur du dancing Fandango
- Ricardo Montalbán (VF : Jean Barney) : Vittorio Vitale
- Barbara Bouchet : Ursula, la petite amie de Vittorio
- Sammy Davis, Jr. : « Big Daddy »
- Suzanne Charny (en) : la meneuse de revue au Pompeii Club
- Bud Cort : un hippie qui offre des fleurs (non crédité)

Le doublage français a été réalisé tardivement dans les années 2000. Les chansons ont été gardées en VO.

## Production

### Genèse
La comédie musicale comme le film sont inspirés du film de Federico Fellini, Les Nuits de Cabiria (1957) dans lequel Giulietta Masina incarne Cabiria, une prostituée naïve mais au grand cœur. Le personnage de Charity rappelle davantage deux rôles de filles légères que Shirley MacLaine tint précédemment : Ginnie dans Comme un torrent (1958) et Irma la Douce (1963).

### Scénario
Une fin alternative « heureuse » fut envisagée puis non retenue par la production. Elle figure dans les bonus de l'édition DVD du film.

### Tournage
La film a été tournée sur les plateaux 12 et 27 des studios Universal à Universal City (Californie), ainsi qu'en extérieurs à New York : Central Park, Wall Street, Manhattan et au Yankee Stadium. 
La réalisation demanda des moyens exceptionnels comme vider le quartier de Wall Street pour filmer la joyeuse parade de Charity, chef majorette à la tête de sa bande de musiciens-danseurs.

Sites de tournages extérieurs à New York
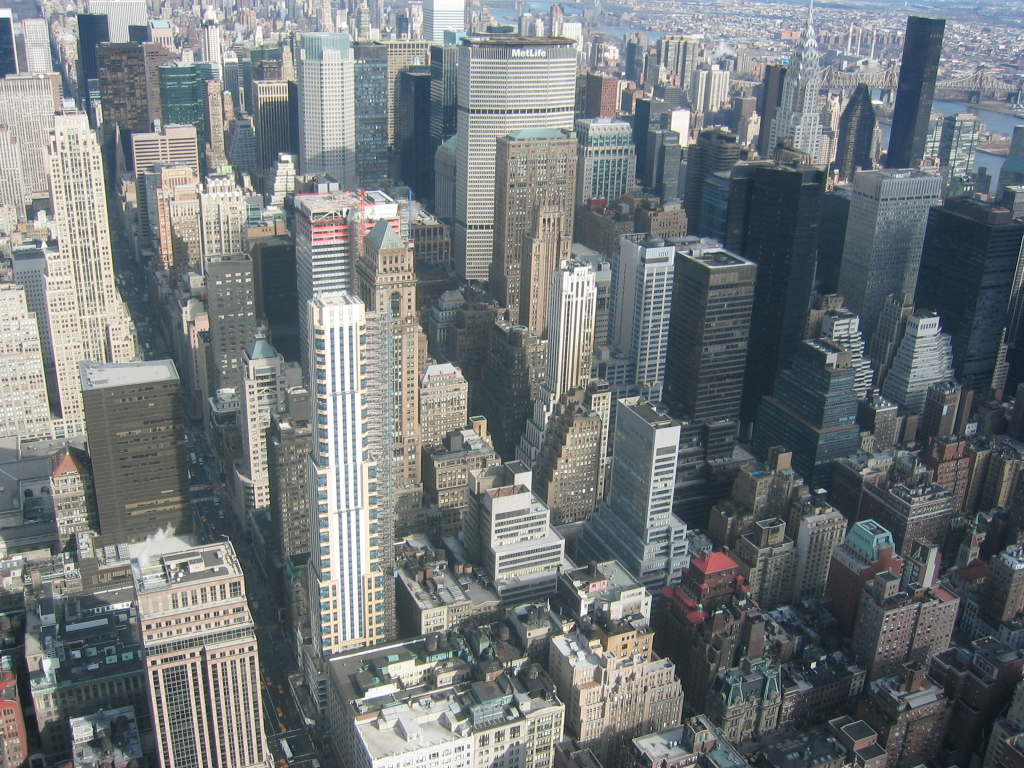
Vue de Manhattan depuis l'Empire State Building
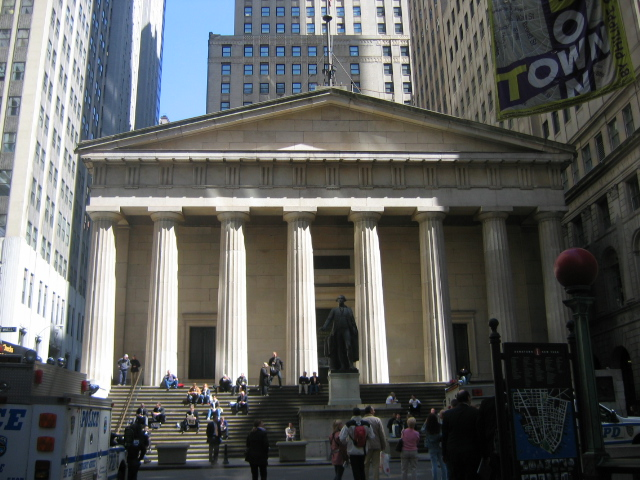
Federal Hall National Memorial à Wall Street
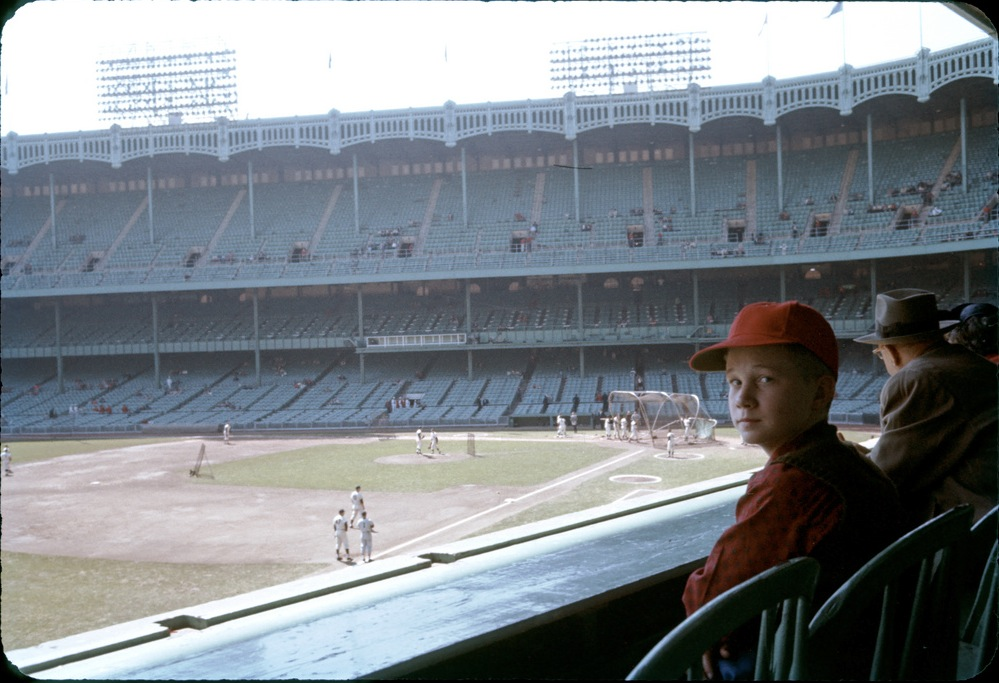
Le Yankee Stadium avant ses rénovations des années 1970
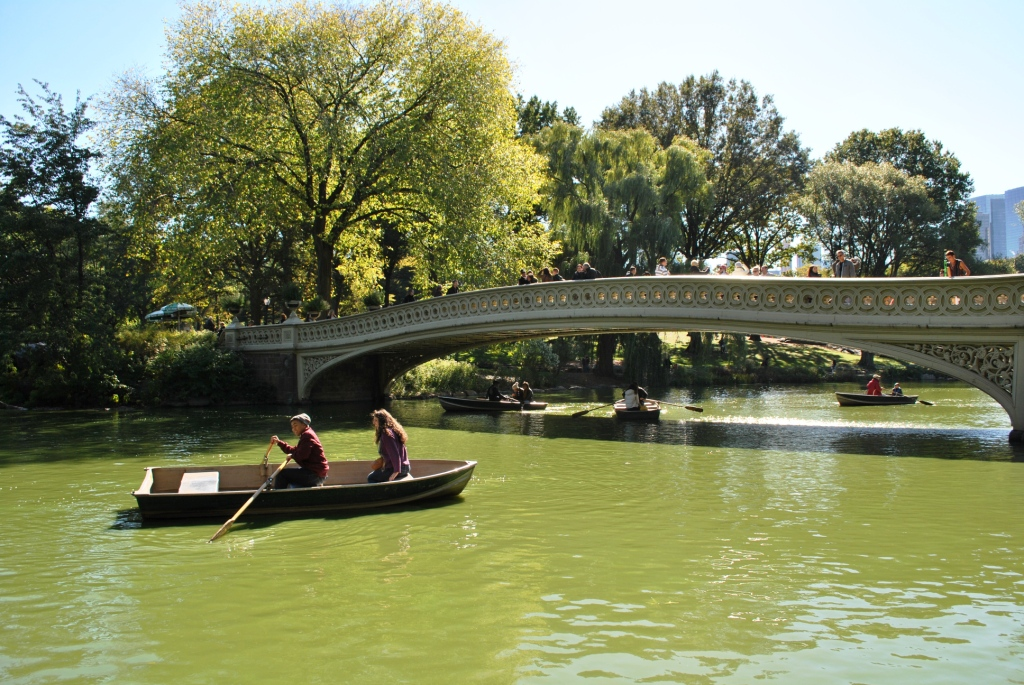
Un pont dans Central Park

## Accueil

### Box-office
Cette première réalisation de Bob Fosse fut une catastrophe financière pour Universal Pictures : le film ne rapporta que 4 millions de dollars pour un investissement de 20 millions.

### Bande originale
Sweet Charity, orchestre dirigé par Joseph Gershenson, 33 tours 30 cm - Decca Records, 1969 (publié en France par Philips)
1. Overture (instrumental)
2. My Personal Property (Shirley MacLaine)
3. Hey, Big Spender !, chœur des hôtesses au dancing Fandango
4. The Aloof, The Heavyweight, The Big Finish, 3 figures de ballet au Pompeii Club (instrumental)
5. If My Friends Could See Me Now (Shirley MacLaine)
6. There's Gotta Be Something Better Than This (Shirley MacLaine, Paula Kelly, Chita Rivera)
7. It's A Nice Face (Shirley MacLaine)
8. The Rhythm of Life (Sammy Davis, Jr.)
9. Sweet Charity (John McMartin)
10. I'm A Brass Band (Shirley MacLaine)
11. I Love To Cry At Weddings (Stubby Kaye, Paula Kelly, Chita Rivera et chœurs)
12. Where Am I Going ? (Shirley MacLaine)
13. Good Morning (instrumental)

## Distinctions

### Récompense
- Laurel Awards 1970 : 
  - Meilleur film musical
  - Meilleure interprète féminine dans une comédie pour Shirley MacLaine (2e place)

### Nominations
- Golden Globes 1970 : Meilleure actrice dans un film musical ou une comédie pour Shirley MacLaine
- Oscars 1970 : 
  - Meilleurs décors pour Alexander Golitzen, George C. Webb et Jack D. Moore
  - Meilleurs costumes pour Edith Head
  - Meilleure musique de film pour  Cy Coleman

## Vidéographie
- 2007 : Sweet Charity , avec bonus (De la scène à l'écran — Version Happy End — La Création des costumes par Edith Head — Bande annonce), DVD  PAL (régions 2, 4, 5), Universal Studios 8207916-32/R0.
- 2016 : Sweet Charity, avec bonus et suppléments (Le film par Xavier Leherpeur — Fin alternative — De la scène à l'écran — La Création des costumes d'Edith Head), 1 Blu-ray + 1 DVD, Sony Pictures Home Entertainment.

## Autour du film
Le personnage de Vittorio Vitale se veut inspiré de l'acteur italien Vittorio Gassman[réf. nécessaire].